# Шарый, Андрей Васильевич
Андрей Васильевич Ша́рый (17 июня 1965, Белогорск, Амурская область, РСФСР) — русскоязычный журналист, радиоведущий, писатель, медиаменеджер, живущий в Чехии.

## Биография
Родился в семье военного, вырос в Москве. В 1987 году окончил факультет международной журналистики МГИМО МИД СССР. Работал в московских газетах «Правда» (1987—90 гг.) и «Россия» (1990—94 гг.) В 1992 году начал сотрудничество с Радио «Свобода». В 1994—96 гг. — независимый журналист, военный корреспондент в республиках бывшей Югославии (г. Загреб, Хорватия). С 1996 г. — ведущий информационных программ Радио Свобода (г. Прага, Чехия). С 2005 года — автор и ведущий Итогового выпуска программы «Время Свободы». С января 2016 по июль 2023 года и с марта 2025 года — директор Русской службы Радио "Свобода".
Автор и соавтор шестнадцати книг. Статьи, очерки и эссе публиковались в журналах «Иностранная литература», «Неприкосновенный запас», GEO, GEO-Traveller, «Четыре сезона», «Итоги», «Всемирный следопыт», «Правозащитник», «Журналист», в сетевом журнале «Аларум» и других, во многих российских газетах, в различных европейских изданиях.
Живёт в Праге.

## Цикл книг о странах Центральной и Юго-Восточной Европы
2025 —  "За нацию и порядок!" Центральная Европа и Балканы между мировыми войнами" (в соавторстве с Ярославом Шимовым, издательство The Historical Expertise, Кишинев). Лонг-лист премии "Просветитель" за 2025 год. 
2022 — «Чешское время. Большая история маленькой страны: от святого Вацлава до Вацлава Гавела» (издательство «КоЛибри», Москва). Фотографии Ольги Баженовой. Историко-публицистическое исследование о Чешской Республике.
2018 — «Балканы: окраины империй» (издательство «КоЛибри», Москва). Историко-публицистическое исследование о южных славянах и странах Балканского полуострова.
2015 — «Дунай: река империй» (издательство «КоЛибри», Москва). Историко-публицистическое исследование о реке Дунай.. Лонг-листы премий "Просветитель"  и НОС  за 2016 год. Румынское издание: "Dunarea: Fluviul imperiilor", editura "Polirom", 2017 . Украинское издание: "Дунай: рiка iмперiй", издательство "Дiпа", Киев, 2021 .
2010 — «Корни и корона. Очерки об Австро-Венгрии: судьба империи» (в соавторстве с Ярославом Шимовым, издательство «Колибри», Москва). Историко-публицистическое исследование об образовании, эволюции и распаде государства Габсбургов Лонг-лист премии НОС 2011 года. В 2015-2019 годах книга трижды переиздавалась под названием «Австро-Венгрия: судьба империи». Украинское дополненное издание: "Коріння та корона. Нариси про Австро-Угорщину: доля iмперії", "Діпа", 2018.

## «Кумиры нашего детства»
Издательство «Новое литературное обозрение», Москва, 2006—2009 гг.) Цикл из шести книг, изучающих популярные образы мировой массовой культуры XX века.
- 2006 — «Знак 007: На секретной службе Её Величества» (в соавторстве с Натальей Голицыной). Эволюция образа героя произведений английского писателя Иэна Флеминга, супершпиона Джеймса Бонда, в литературе и кино. Лучшая книга 2006 г. о кино по версии газеты «Книжное обозрение»[34][35][36][37].
- 2007 — «Знак F: Фантомас в книгах и на экране». Эволюция образа героя романов французских писателей Пьера Сувестра и Марселя Аллена, суперпреступника Фантомаса, в литературе и кино. Премия имени Анатоля Леруа-Болье Посольства Франции в Москве 2007 г. за лучшую книгу о Франции на русском языке[38][39].
- 2007 — «Знак W: Вождь краснокожих в книгах и на экране». Эволюция образа героя романов немецкого писателя Карла Мая, вождя племени апачей Виннету, в литературе и кино. Цикл восточногерманских истернов с участием сербского актёра Гойко Митича[40].
- 2008 — «Знак Z: Зорро в книгах и на экране». Эволюция образа героя романов американского писателя Джонстона Маккалли, благородного разбойника Зорро, в литературе и кино[41].
- 2009 — «Знак D: Дракула в книгах и на экране» (в соавторстве с Владимиром Ведрашко). Эволюция образа героя романа ирландского писателя Брэма Стокера, вампира Дракулы, в литературе и кино[42]. Соавторы приняты в качестве почетных членов в Трансильванское общество Дракулы и в Ассоциацию авторов и исследователей вампирской прозы[43].
- 2009 — «Знак 007: Джеймс Бонд в книгах и на экране» (в соавторстве с Натальей Голицыной). Эволюция образа героя произведений английского писателя Яна Флеминга, супершпиона Джеймса Бонда, в литературе и кино. Переработанный и существенно расширенный вариант издания 2006 г.

## «Югославия»
- 2002 — «После дождя. Югославские мифы старого и нового века» (издательство «Новое литературное обозрение», Москва).[44][45]
- 2003 — «Трибунал. Хроника неоконченной войны» (издательство «Права человека», Москва). Опыт создания и деятельности Международного Гаагского трибунала по наказанию военных преступников в бывшей Югославии.[46][47]
- 2005 — «Молитва за Сербию. Тайна смерти Зорана Джинджича» (в соавторстве с Айей Куге, издательство «Human Rights Publishers», Прага). Реконструкция покушения на жизнь и убийства премьер-министра Сербии Зорана Джинджича.[48][49]

## Сборники очерков и эссе
- 2006 — «Четыре сезона» (издательство «Новое литературное обозрение», Москва). Несколько циклов эссе о европейских путешествиях.[50]
- 2011 — «Петербургский глобус» (Издательство «Новое литературное обозрение», Москва). Цикл эссе о Санкт-Петербурге в европейском контексте. Расширенная и дополненная редакция Интернет-проекта 2008 года «Петербургский глобус» (совместно с компанией Rinaldi Hotels Group, Санкт-Петербург).[51][52][53]
- 2013 — «Московский глобус» (в соавторстве с Ольгой Подколзиной, издательство «Новое литературное обозрение», Москва). Цикл эссе о Москве в европейском контексте.[54][55][56][57][58]